# Мурзабаєва
Мурзаба́єва (рос. Мурзабаева) — присілок у складі Сафакулевського округу Курганської області, Росія.
Населення — 183 особи (2010, 259 у 2002).
Національний склад станом на 2002 рік:
- башкири — 96 %